# Sane-Vive
Die Sane-Vive, alternativ auch Sane, (in nicht-amtlichen Karten auch Sâne-Vive bzw. Sâne geschrieben) ist ein Fluss in Frankreich, der in den Regionen Auvergne-Rhône-Alpes und Bourgogne-Franche-Comté verläuft. Sie entspringt im Gemeindegebiet von Lescheroux und entwässert zunächst in nördlicher Richtung durch die Landschaft Bresse, schwenkt dann aber auf Südwest und mündet nach rund 47 Kilometern im Gemeindegebiet von La Genête, südlich von Brienne, als linker Nebenfluss in die Seille.
Auf ihrem Weg durchquert die Sane-Vive die Départements Ain und Saône-et-Loire.

## Orte am Fluss
- Lescheroux
- Saint-Nizier-le-Bouchoux
- Curciat-Dongalon
- Montpont-en-Bresse
- La Chapelle-Thècle
- La Genête

## Nebenflüsse
- Sane-Morte